# 42-ро основно училище „Хаджи Димитър“
42 ОУ „Хаджи Димитър“ е основно училище в град София.
Разположено е в жк „Хаджи Димитър“, точно срещу църквата „Св. Димитър“.